# ژانا-آئول
ژانا-آئول (به لاتین: Zhana-Aul) یک منطقهٔ مسکونی در روسیه است که در جمهوری آلتای واقع شده‌است.